# Лех Качињски
Лех Александер Качињски (пољ. Lech Aleksander Kaczyński; Варшава, 18. јун 1949 — Смоленск, 10. април 2010), доктор права, био је пољски политичар десне оријентације. Био је градоначелник Варшаве од 2002. до 2005. године. На изборима одржаним 23. октобра 2005. године, Лех Качињски је постао председник Пољске. Његов брат близанац Јарослав Качињски је бивши премијер Пољске.
Погинуо је 10. априла 2010. године у паду авиона код Смоленска при путу у Русију, поводом обележавања 70. годишњице масакра у Катињској шуми. Авион се срушио приликом четвртог покушаја слетања због удара у дрвеће при густој магли. Иако је контрола лета покушала да лет преусмери на други аеродром пилоти су то одбили. Међу погинулим путницима је и супруга председника као и бројни званичници, ветерани, посланици и сенатори, представници цркве, војске укључујући гувернера Народне банке, председника Олимпијског комитета као и цело војно-безбедносно руководство - начелник Генералштаба и команданати копнених снага, морнарице, ваздухопловства, специјалних снага и Варшавског гарнизона а такође и начелник канцеларије за националну безбедност.